# HMS Ladybird (1916)
HMS Ladybird – brytyjska kanonierka rzeczna typu Insect (nazywanego także „dużymi kanonierkami chińskimi” – ang. Large China Gunboats) – zwodowana 12 kwietnia 1916, do służby weszła w 1917. Służyła podczas obu wojen światowych. Była pierwszy okrętem brytyjskim o tej nazwie (ang. biedronka).
Zbudowana w celu patrolowania Dunaju w czasie I wojny światowej, ostatecznie nie trafiła tam podczas wojny, podobnie jak inne jednostki jej typu. Po ukończeniu, została przebazowana do Port Saidu. Dopiero po wojnie, od listopada 1918 do marca 1922, wraz z bliźniaczą HMS „Aphis”, patrolowała na Dunaju. Później, została przebazowana do Chin, by służyć do patrolowania rzeki Jangcy i ochrony tam brytyjskich interesów.
12 grudnia 1937 „Ladybird” wraz z bliźniaczą „Bee” stały się uczestnikami incydentu z USS „Panay”, ratując rozbitków z „Panay”, a następnie dostały się pod ogień japońskiej artylerii w pobliżu Wuhu na Jangcy. „Ladybird” otrzymała sześć trafień.

## Służba podczas II wojny światowej
Kanonierka została przeniesiona do Singapuru w 1940 i następnie, wraz z pięcioma innymi jednostkami tego typu, została pozbawiona osprzętu i między styczniem a lipcem 1940 przeholowana na Morze Śródziemne. W czasie podróży odniosła uszkodzenia kadłuba, które ograniczyły jej prędkość do 7 węzłów. Później służyła jako straż Port Saidu. 23 sierpnia 1940 ostrzeliwała port w Bardiji z niszczycielem HMAS „Waterhen”. Od września do listopada 1940 wspierała natarcie brytyjskich wojsk lądowych 8. Armii w kierunku Tobruku, a 9 grudnia 1940 i 21 grudnia 1941 ostrzeliwała Tobruk (m.in. z monitorem HMS „Terror” i bliźniaczymi HMS „Aphis” i „Gnat”). 5 lutego 1941 wyładowała jednostkę Royal Marines w czasie operacji Abstention – zakończonej niepowodzeniem próby zajęcia włoskiej wyspy Kastelorizo. Okręt został w czasie tej akcji trafiony bombą lotniczą.

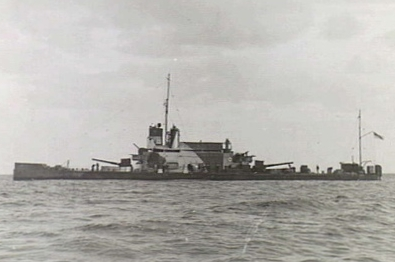
HMS „Ladybird” pod Bardiją, 31 grudnia 1940

Później od kwietnia 1941 uczestniczył we wspieraniu garnizonu w zdobytym Tobruku, ostrzeliwał lotnisko w Ghazali pozycje koło As-Sallum i dowoził zaopatrzenie. W czasie pełnienia tych obowiązków, 12 maja 1941 okręt został ciężko uszkodzony przez bombowce nurkujące w pobliżu portu w Tobruku (zginęły jedynie trzy osoby). Na pokładzie wybuchł pożar i okręt zatonął na płytkiej wodzie o głębokości 3 metrów. Jego działa nadal wystawały ponad powierzchnię, były więc używane do celów przeciwlotniczych. W roli okrętu wspierającego Tobruk zastąpił go bliźniaczy HMS „Gnat”.